# Заум
Заумабо зарозуміла мова, інакше «чуже слово» — специфічний різновид словотворчості, що оперує словами без предметних значень, безпредметна мова, буквально — мова за межами раціонального розуміння. При цьому словотворчі способи і засоби зарозумілої мови чи «чужого слова», як правило, відтворюють структурні особливості рідної авторові мови відповідно до її узвичаєних норм. Механізм зарозумілої мови дозволяє автору надавати значень незвичним для конкретної мови звуковим комплексам та словесним комбінаціям, а читачеві актуалізувати те або інше значення. Однак досягнути чіткого формулювання сенсу, закладених у вирази зарозумілої мови дуже важко, а часто і зовсім неможливо, і тому (на думку багатьох авторів, які зверталися до цього прийому) у сприйнятті зарозумілого тексту емоційно-інтуїтивне начало домінує над раціональним. Тому зарозуміла мова визначається американським філологом Джеральдом Янечеком як мова з багатьма невизначеними значеннями.

## Історія

### Передумови
Хоча виникнення зарозумілої мови як усвідомленого літературного прийому беззастережно відноситься до початку XX століття, її пра-прототипи існували в культурі споконвіків. У цілому ряді фольклорних жанрів — особливо в замовляннях — традиційно використовувалися незвичайні поєднання звуків, — приводили до припущень про наявність якогось прихованого змісту в мові, явно позбавленої значення. Передача промови іноземною мовою (або її імітація) вела до появи в літературному тексті слів з невизначеним значенням. Окремі автори і раніше широко користувалися словами з невизначеним значенням для якихось спеціальних цілей: Абрахам а Санта-Клара любив називати свої проповіді декількома короткими, схожими на вигуки або звуконаслідування словами, щоб зацікавити, привернути увагу, задати високий емоційний фон. У Росії морфологічної зарозумілою мовою були перекладені Олександром Струговщиковим кілька фрагментів «Фауста». Елементи того, що Янечек називає супрасинтаксичною ЗМ, можна побачити в окремих дослідах ранніх символістів (перш за все, Брюсова).

| 'Зарозуміла поезія хороша річ, але це як гірчиця - однієї гірчицею ситий не будеш' А.Є. Кручених в передачі Р.О. Якобсона (Янгфельдта 1992, 19)[6] |
Точкою відліку заведено вважати «Декларацію слова як такого» (1913) поета і теоретика футуризму Олексія Єлисейовича Кручених (1886—1968): "Думка і мова не встигають за переживанням натхненного, тому художник вільний виражатися не тільки спільною мовою … але й особисто … які мають певного значення … заумним «.

## Класифікація
4 види зарозумілої мови в залежності від рівня мовної структури, на якому відбувається відмова від мовної норми(за Дж. Янечеком):
- фонетична: поєднання букв не складаються в пізнавані морфеми;
- морфологічна: чинні в мові морфеми (корені і афікси) поєднуються таким чином, що значення отриманого слова залишається в значній мірі невизначеним;
- синтаксична: при вживанні нормальних, „словникових“ слів в граматично правильних формах вони не складаються в граматично нормальну пропозицію, характер відносин між словами залишається так чи інакше невизначеним;
- супрасинтаксична: при формальній, граматичної правильності конструкцій, складених зі звичайних слів, високий ступінь невизначеності виникає на рівні референції — простіше кажучи, залишається принципово неясним, про що йде мова.

Російські футуристи, з якими найчастіше асоціюється саме явище зарозумілої мови, користувалися переважно фонетичною та морфологічною формами, завдяки чому саме поняття зарозумілої мови нерідко (і багатьма фахівцями, і в повсякденній читацькому розумінні) звужується до перших двох категорій. Проте методологічно введене Янечеком уявлення про синтаксичну і супрасинтаксичну форму виявляється корисним, тому що допомагають ясніше зрозуміти родові зв'язки (і водночас кардинальні розбіжності) між футуристами 1910-х рр.. і пізніми модерністами 1930-х.

## Приклади
Наприклад, вірш М. Семенка „Місто“ пересипаний такими висловами, як осте, сте, бі, бо, бу, рухобіги тощо.
Традиції футуристів продовжують сучасні неоавангардисти з літературних груп „Бу-Ба-Бу“, „ЛУГОСАД“, „Пропала грамота“.

## Придумані слова, що наповнились змістом
Я хочу кожен день / все слів нових. / Нових пісень / ідей нових.» М.Семенко
- Михайло Старицький — мрія[9], майбутнє, байдужість, завзяття, темрява, страдниця, незагойний, приємність, чарівливий, сутінь, бойовище, маєво, знадливий, стуманілий, пестливий, привабливий, потужний
- П. Загребельний — гопакізм, плювалізм і подонкізм, проокеїти, обінтелігентити (понад 1000 слів)
- М.Семенко — мертвопетлює… (понад 700 нових слів)
- П.Тичина — понад 600 слів
- Валер'ян Поліщук — мовчаль (мовчання і печаль)
- Т. Шевченко — вогняний, знищити, мордуватися, почимчикувати, фортеця
- П. Куліш — вабити, зграя, злочинець, несвідомий, покора, послуга, почуття, рівність
- М. Вовчок — красень, легкодухий, намір, питання, струмінь
- Л. Глібов — бурмотати, пожовкнути, соромно
- Г. Квітка-Основ'яненко — буденний, перемагати
- І. Котляревський — несамовитий, приміта, розтовкти, угамуватися[10]
- Олена Пчілка — мистецтво, переможець, променистий, палкий, нестяма
- Леся Українка — провесна, промінь
- Іван Франко — отвір, привид, свідоцтво, чинник
- Іван Верхратський — звіт
- Іван Нечуй-Левицький — самосвідомість, світогляд, стосунок, перепона, квітник, вигукування, сміливість
- В. Хлєбников — понад 15 000 слів
- Ломоносов: маятник, насос, притяжение, созвездие (сузір'я), рудник, чертёж…
- Достоєвський — дієслово «стушеваться».
- Гоголь — «халатность» (недбалість)
- Ігор Сєверянин — «бездарь»[11]

- Ван-Гельмонт — газ
- Джонатан Свіфт — ліліпут
- Карел Чапек — робот[9]

## Автори і творці

### Російські
- Олексій Кручоних
- Велимир Хлєбников

### Українські
- Михайль Семенко
- Ґео Шкурупій

### Європейські
Льюіс Керрол у 1871 опублікував казку «Аліса в Задзеркаллі», в якій вірш «Курзу-Верзу» написаний на заумі.